# Nationaal park Lage Tatra
Het Nationaal park Lage Tatra (Slowaaks: Národný park Nízke Tatry) is met 728 km² het grootste nationale park van Slowakije. Samen met een bufferzone van 1102 km² omvat het de hele Lage Tatra, het gebergte tussen de Váh en de Hron.
In het dunbevolkte, maar goed ontsloten gebied bevinden zich verschillende grotten, waaronder de Vrijheidsgrot van Demänova, een in 1921 ontdekte druipsteengrot, en de ijsgrot van Demänova, die al sinds de middeleeuwen bekend is. De Vrijheidsgrot is de drukst bezochte grot van Slowakije: van de 8126 meter zijn er 1800 toegankelijk. De grotten vormen samen een nationaal natuurmonument (národná prírodná pamiatka), een van de vijf in het park. Tien gebieden hebben de status van nationaal natuurreservaat (národná prírodná rezervácia), waaronder de Ďumbier, de hoogste berg van de Lage Tatra.